# Hrabstwo Asotin
Hrabstwo Asotin (ang. Asotin County) – hrabstwo w stanie Waszyngton w Stanach Zjednoczonych. Hrabstwo zajmuje powierzchnię całkowitą 640,69 mil² (1659,38 km²). Według szacunków United States Census Bureau w roku 2009 miało 21 432 mieszkańców. Siedzibą hrabstwa jest Asotin.
Słowo asotin pochodzi z języka Indian Nez Percé i oznacza „węgorzy strumień”. Hrabstwo Asotin wydzielono z hrabstwa Garfield 27 października 1883 r.

## Miasta
- Asotin
- Clarkston

## CDP
- Clarkston Heights-Vineland
- West Clarkston-Highland